# Römischer Gutshof „Eglosheimer Burg“

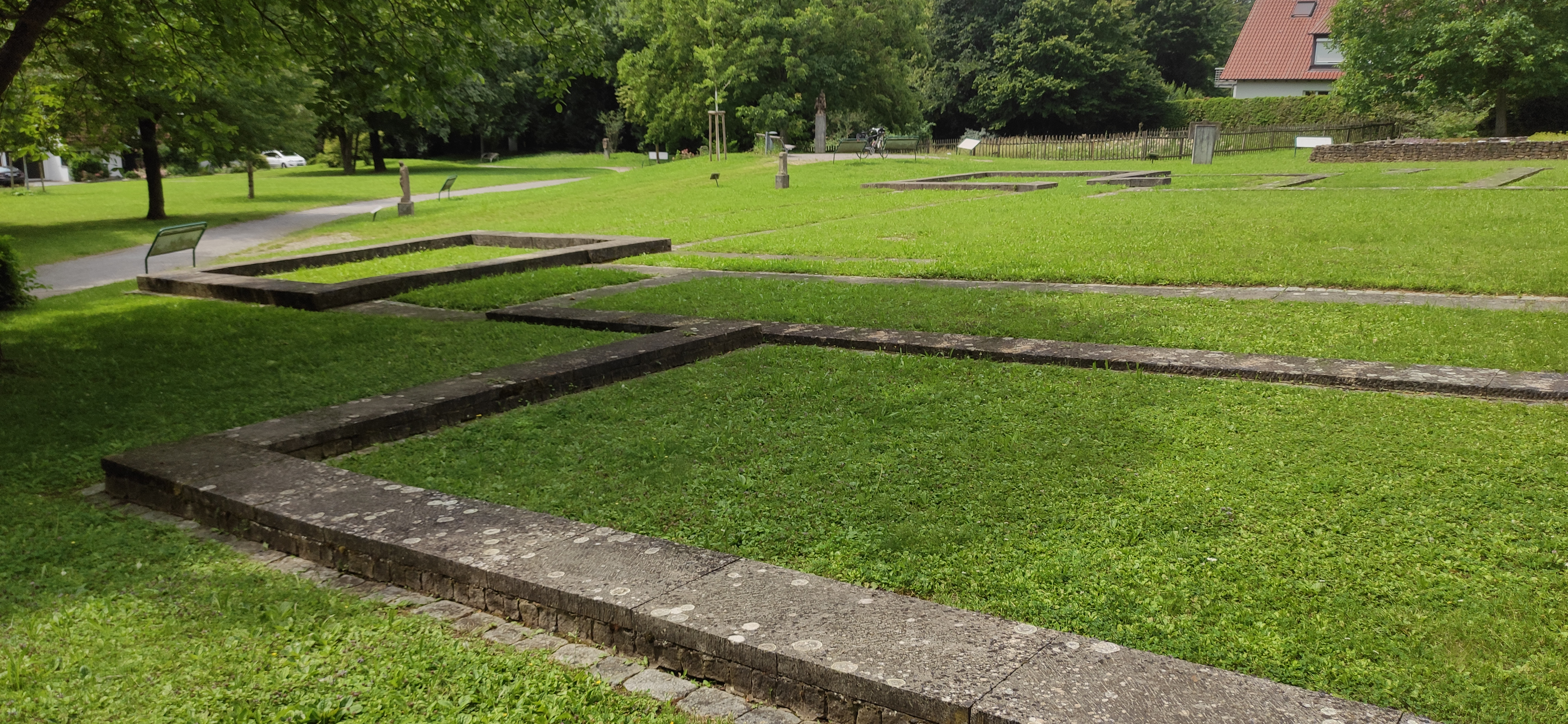
Archäologischer Park Hoheneck

Der Römische Gutshof „Eglosheimer Burg“ ist eine Villa rustica auf dem Gebiet der Stadt Ludwigsburg im Stadtteil Hoheneck.

## Geschichte
Die Flur „Eglosheimer Burg“ war seit vielen hundert Jahren als Ruinenstätte bekannt und wurde als billiger und bequemer Steinbruch benutzt. Im Sommer des Jahres 1911 führte der spätere Landeskonservator Oscar Paret (1889–1972) als Student erste archäologische Grabungen durch und deckte den Grundriss des römischen Gutshofes fast vollständig auf. Für Württemberg bedeutete dies die erste planmäßige Erforschung eines römischen landwirtschaftlichen Anwesens. Parets Rekonstruktion erlangte erhebliche forschungsgeschichtliche Bedeutung.
Mit Ausnahme des Badegebäudes erwies sich das römische Mauerwerk als schlecht erhalten. Trotzdem konnte die Baugeschichte größtenteils geklärt werden. Um die Mitte des 2. Jahrhunderts entstand ein kleines Anwesen mit Haupt- und Badehaus, Getreidespeicher, Lager-/Stallgebäude und Brunnen von 125 × 98 m Fläche, das von einer Steinmauer umfriedet war. Um den Beginn des 3. Jahrhunderts erfuhr die Anlage eine Umgestaltung. Das Hauptgebäude wurde erweitert, das Bad erhielt einen weiteren beheizbaren Raum, neue Umkleideräume sowie einen Nord- und Ostflügel. Der Getreidespeicher wurde vergrößert sowie weitere Wirtschaftsgebäude errichtet. Im ersten Drittel des 3. Jahrhunderts erreichte der Gutshof seine größte Ausdehnung, 147 × 127 m Fläche. Das Badegebäude erhielt einen Südtrakt mit Innenhof, der Kornspeicher wurde nochmals vergrößert und weitere Wirtschaftsgebäude wurden erstellt, außerdem wurde ein Turmspeicher oder möglicherweise ein Fluchtturm errichtet.

## Das Haupthaus

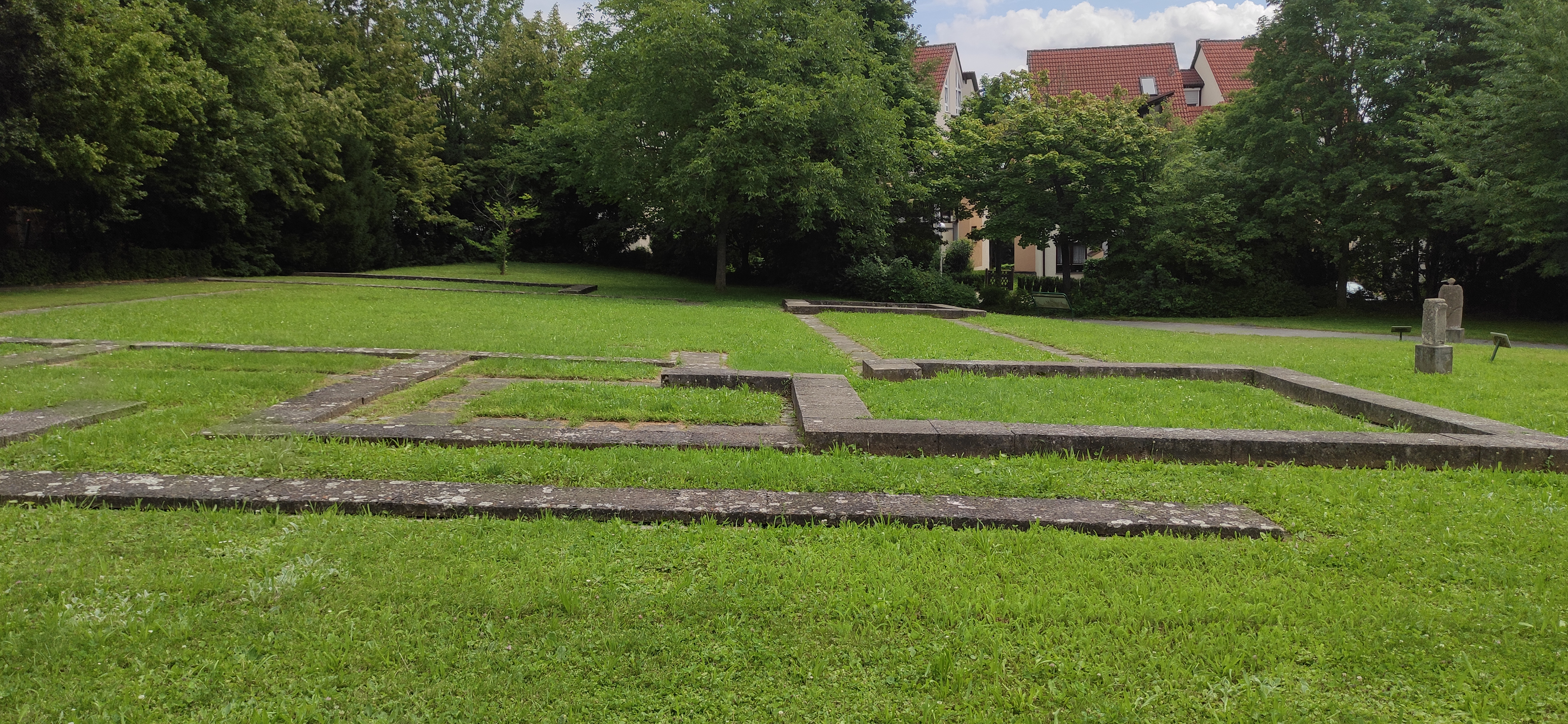
Hauptgebäude

An herausragender Stelle hoch am Hang stand das Hauptgebäude des Betreibers der Villa rustica, dessen repräsentative Front die Bedeutung des Gebäudes innerhalb der Gesamtanlage unterstreicht. Zwei leicht vorspringende Eckbauten flankierten eine überdachte Säulenhalle, durch die man das Gebäude betrat. Hinter der Säulenhalle erstreckte sich eine große Halle, deren Dachkonstruktion von vier mächtigen Pfeilern getragen wurde. Die Wohnräume befanden sich im Obergeschoss der mehrstöckigen Eckbauten. Unter dem westlichen Eckbau befand sich ein Vorratskeller, der sich durch einen guten Erhaltungszustand auszeichnete. Verkohlte Holzreste im Schutt des Kellers stammen von der Balkendecke. Farbig bemalte Wandputzreste lassen die gediegene Ausgestaltung der darüberliegenden Räume erahnen. Die gewaltigen Dachflächen waren mit flachen, dauerhaften Tonziegeln gedeckt.

## Archäologischer Park
Als das Gelände in den 1980er Jahren überbaut zu werden drohte, wurde 1986 erneut durch das Landesdenkmalamt gegraben, 1991/92 fanden abschließende Untersuchungen durch die Stadt Ludwigsburg statt, anschließend konnten die Grundrisse von Haupt- und Badegebäude durch Muschelkalkplatten im Gelände markiert werden. Es wurden eine Grünanlage mit Kopien von in der Region gefundenen Reliefs errichtet sowie zwei Schaugärten mit Heil- und Nutzpflanzen angelegt.